# تپیولو
تپیولو (به کردی: Tiltirik) دهکده ای واقع در ناحیه ویران‌شهر استان شانلی اورفا در جنوب شرقی ترکیه است. این روستا تقریباً در ۱۰ کیلومتر (۶٫۲ مایل) شرق ویران‌شهر در جنوب شرقی آناتولی واقع شده است.
جمعیت این دهکده را مردم ایزدی تشکیل می‌دهند. 